# Pierre Van Maldere

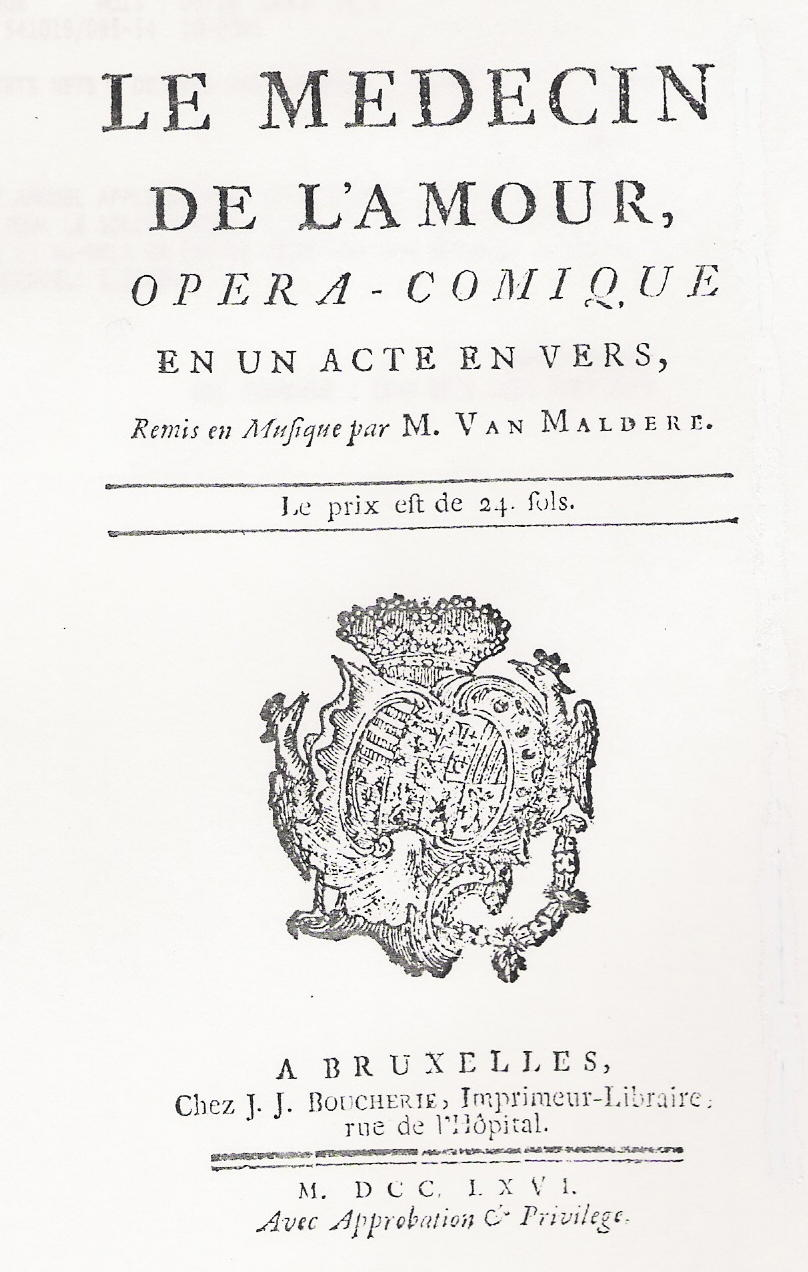

Pierre Van Maldere (Bruxelles, 16 ottobre 1729 – Bruxelles, 1º novembre 1768) è stato un violinista e compositore belga.

## Biografia
Van Maldere ebbe una formazione come violinista e compositore, probabilmente da Jean-Joseph Fiocco e Henri-Jacques de Croes, direttori della cappella di corte di Bruxelles. Dal 1749 al servizio del principe Carlo Alessandro di Lorena, governatore dei Paesi Bassi.

Dal 1751 al 1753 diresse i « Philharmonick Concerts » a Dublino. 

Suonò al Concert Spirituel di Parigi nell'agosto 1754.
Fu accanto al principe in vari viaggi, in Francia, Boemia ed Austria. Suonò anche per l'imperatrice Maria Teresa, a Vienna; qui, fece rappresentare le sue due prime opéra-comique: Le Déguisement pastoral (1756) e Les Amours champêtres (1758). Le sue opere erano note anche a Wolfgang Amadeus Mozart e a Joseph Haydn.
Tornato a Bruxelles, Van Maldere compose più di quaranta sinfonie. Dal 1763 al 1767 fu vicedirettore del Grand Théâtre, anche se la sua gestione si rivelerà un fiasco dal punto di vista economico.

I lavori di Van Maldere vennero pubblicati a Londra, Parigi e Bruxelles e suonati in molte corti europee.

## Composizioni principali
- Sei sinfonie a più strumenti (dedicato al Duca d'Antin)
- Sei sinfonie a più strumenti (Paris, 1762)
- Sei sinfonie a più strumenti opus 4 (Parigi and Lione, 1764)
- Sei sinfonie a più strumenti opus 5 (Parigi, 1768)
- 1756: Le Déguisement pastoral (Vienna, Schönbrunn, 12 luglio) (Ultima performance: Brussels, 12 December 1759)
- 1758: Les Amours champêtres (Vienna, Schönbrunn, 5 novembre)
- 1763: La Bagarre (Paris, Théâtre italien, 10 February, 7 luglio, in collaborazione con François-André-Danican Philidor)
- 1766: Le Médecin de l'amour
- 1766: Le Soldat par amour (Brussels, 4 novembre, in collaborazione con Ignaz Vitzthumb)